# Beuchel
Beuchel est un îlot inhabité, situé dans la baie de Neuendorfer Wiek de l'île de Rügen, en Allemagne.
Seulement distante d'une centaine de mètres de la côte de Rügen, l´îlot mesure environ 400 mètres de long, 150 mètres de large et a une superficie d'environ 7 ha. Il a la forme d'un rein et est plat et dénué d'arbres.  
Dès 1940, Beuchel a été déclaré réserve naturelle en raison des nombreux oiseaux qui viennent y pondre ou s'y reposer, ce qui fait qu'en principe il n'est pas permis d'y accoster.